# Chelvatsjaoeri (plaats)
Chelvatsjaoeri (Georgisch: ხელვაჩაური) is een dorp in het zuidwesten van Georgië in de autonome republiek Adzjarië, 8 kilometer ten zuidoosten van de havenstad Batoemi, op de rechteroever van de Tsjorochi. De naam is afgeleid van de familie Chelvatsjadze. 

## Geschiedenis
Door een gemeentelijke herindeling in 2011 kwam het grootste deel van Chelvatsjaoeri in de gemeente Batoemi te liggen, inclusief het gemeentehuis van de gemeente Chelvatsjaoeri. Daarmee is de status daba komen te vervallen, die het sinds 1968 had, en is het een dorp geworden.
Het resterende deel valt onder de administratieve gemeenschap Sjarabidze van de gemeente Chelvatsjaoeri. Er wonen sindsdien nog circa 1.100 mensen in het dorp. Het gedeelte dat door Batoemi is ingelijfd heeft een kernfunctie voor de omliggende dorpen met administratieve-, educatieve- en gezondheidsinstellingen, en bedrijvigheid.

## Demografie
De volkstelling van 2014 stelde 1.085 inwoners vast. Door de demotie van het plaatsje wordt het niet meer meegenomen in de jaarlijks gepubliceerde bevolkingsstatistieken van het Nationaal Statistisch Bureau Geostat. De bevolking bestaat vrijwel geheel uit Georgiërs.
|                                                                  | 1923 | 1939 | 1959 | 1970  | 1979  | 1989  | 2002  | 2014  |
| ---------------------------------------------------------------- | ---- | ---- | ---- | ----- | ----- | ----- | ----- | ----- |
| Chelvatsjaoeri < 2012                                            | 310  | -    | -    | 2.874 | 3.238 | 5.104 | 6.143 | -     |
| Chelvatsjaoeri > 2012                                            | -    | -    | -    | -     | -     | -     | 1.142 | 1.085 |
| Verantwoording data: Bevolkingsstatistiek Georgië 1897 tot heden |      |      |      |       |       |       |       |       |

## Stedenbanden
Chelvatsjaoeri onderhoudt stedenbanden met:
- Bystrzyca Kłodzka, Polen (sinds 2022)
- Spitak, Armenië (sinds 2007)
- Husiatyn, Oblast Ternopil, Oekraïne (sinds 2018)